# The Game: la bibbia dell'artista del rimorchio
The Game: La bibbia dell'artista del rimorchio (titolo originale: Penetrating the Secret Society of Pick-up Artists o The game. Undercover in the Secret Society of Pickup Artists), è un libro basato su una storia vera, autobiografico, scritto da Neil Strauss come un racconto sul suo viaggio e sui suoi incontri all'interno della Seduction community.
Il libro è entrato nella New York Times Bestseller List per due mesi dopo la sua uscita nel settembre 2005, guadagnando la notorietà di nuovo nel 2007 durante la messa in onda della serie TV The Pick-Up Artist della VH1. Nel suo formato originale, il libro aveva una copertina di pelle nera e rilegata con satin rosso, simile ad alcune stampe della Bibbia. Al di là della reputazione che The Game ha guadagnato per aver messo a nudo la community della seduzione, non è scritto come forma di guida ma come narrazione autobiografica degli eventi che sono accaduti.

## Trama
Strauss venne a sapere della community mentre stava lavorando su un articolo. Intrigato da questa sottocultura, iniziò a partecipare alle discussioni online, parlando principalmente della sua frustrazione riguardo alla sua vita sentimentale. Diventando mano a mano più coinvolto in questa community, Strauss decise di partecipare ad un "seminario" di Mystery. Nel seminario, Strauss e altri partecipanti dovevano approcciare delle ragazze e Mystery, assieme al suo partner Sin, dava consigli per correggerli su come si stavano comportando, sul loro linguaggio del corpo e su quello che dovevano dire. In questo seminario Strauss si rese conto che i consigli erano molto semplici e che erano cose che la società o i suoi genitori avrebbe dovuto insegnargli nel corso della sua vita.
Il libro parla poi del viaggio di come Strauss ha superato tutte le tappe per diventare un artista del rimorchio, dei membri della community e di come Strauss sia diventato amico di molti di loro, in particolare di Mystery. Buona parte del libro si concentra su come riuscire a sedurre le donne e ad ottenerne il loro rispetto. Strauss indica molti metodi. Generalmente raccomanda un atteggiamento "divertente e un po' spavaldo", offre inoltre altri suggerimenti al riguardo, inclusa la possibilità di preparare le cose da dire prima di uscire (routine), fare dei giochi di visualizzazione, utilizzare dei "falsi limiti temporali" ("fra poco devo andare", etc.) e molti altri; in questo modo riesce a creare interesse da maggior parte delle donne, ponendo la donna nella condizione quasi di dover convincerlo che anche lei è almeno altrettanto interessante.
Strauss parla poi della storia del suo successo, del dilagare della community della seduzione stessa e della sua vita a "Project Hollywood", una villa alla moda e uno stesso modo di vivere condiviso da Mystery, Playboy, Papa, Tyler Durden, Herbal e altri membri della community della seduzione. Inoltre, racconta di come la loro rivalità ha portato al collasso del progetto stesso. Viene documentato anche l'inizio della "Real Social Dynamics" con Tyler Durden e Papa. Verso la fine del racconto, Strauss conclude che una vita composta solo dal rimorchiare donne è "per i perdenti" e consiglia di incorporare alcuni comportamenti da Pick-Up Artist in una vita più bilanciata.
Strauss menziona anche i suoi esperimenti con la dieta del sonno e i suoi incontri con celebrità come Tom Cruise, Courtney Love e Britney Spears.

## Edizioni
- (EN) Neil Strauss, The Game: Penetrating the Secret Society of Pickup Artists, New York, ReganBooks, 2005, ISBN 0-06-055473-8.
- (EN) Neil Strauss, The Game: Undercover in the Secret Society of Pickup Artists, Edimburgo, Canongate Books, 2007, ISBN 1-84767-237-X.
- Neil Strauss, The game: La bibbia dell'artista del rimorchio, Milano, Rizzoli Editore, 2006, ISBN 88-17-01018-9.
- Neil Strauss, The game. La bibbia dell'artista del rimorchio, traduzione di Michela Gallio e Massimo Gardella, BUR, Milano, 2011, ISBN 978-88-17-04997-9.